# Homem de Urfa
O Homem de Urfa, também conhecido como Estátua Balıklıgöl, é uma estátua antiga em forma humana encontrada em escavações em Balıklıgöl perto de Urfa, na área geográfica da Alta Mesopotâmia, no sudeste da Turquia moderna. É datada de cerca de 9.000 a.C. ao período do Neolítico Pré-Cerâmica, e é considerada como "a escultura naturalista humana em tamanho natural mais antiga". É considerado contemporâneo dos sítios de Göbekli Tepe (Neolítico pré-cerâmico A/ B) e Nevalı Çori (Neolítico pré-cerâmico B).

## Descoberta
A estátua foi encontrada durante o trabalho de construção e a localização exata da descoberta não foi devidamente registrada, mas pode ter vindo do local Neolítico A pré-olaria próximo de Urfa Yeni-Yol. Não está longe de outros locais conhecidos do Neolítico A pré-olaria em torno de Urfa: Göbekli Tepe (cerca de 10 quilômetros), Gürcütepe. É relatado que ele foi descoberto em 1993 na rua Yeni Yol em Balıklıgöl, no mesmo local onde um sítio Neolítico Pré-Cerâmica foi investigado em 1997.
A estátua tem quase 1,90 metros de altura. Os olhos formam buracos profundos, nos quais são fixados segmentos de obsidiana negra. Possui uma gola ou colar em forma de V. As mãos estão cruzadas na frente, cobrindo os genitais. Pensa-se que a estátua data de cerca de 9.000 a.C. e é frequentemente considerada a estátua mais antiga conhecida no mundo.

## Contexto
Antes do Homem de Urfa, inúmeras estatuetas de pequeno porte são conhecidas do Paleolítico Superior, como a estatueta de Löwenmensch (com idade de c.40.000), a Vênus de Dolní Věstonice (c.30.000), a Vênus de Willendorf (c.25.000) ou a Vênus realista de Brassempouy (c.25000).
Um pouco mais tarde do que o Homem Urfan, pré-olaria Neolítico C, as estátuas antropomórficas são conhecidas do Levante, como as estátuas 'Ain Ghazal.

## Detalhes

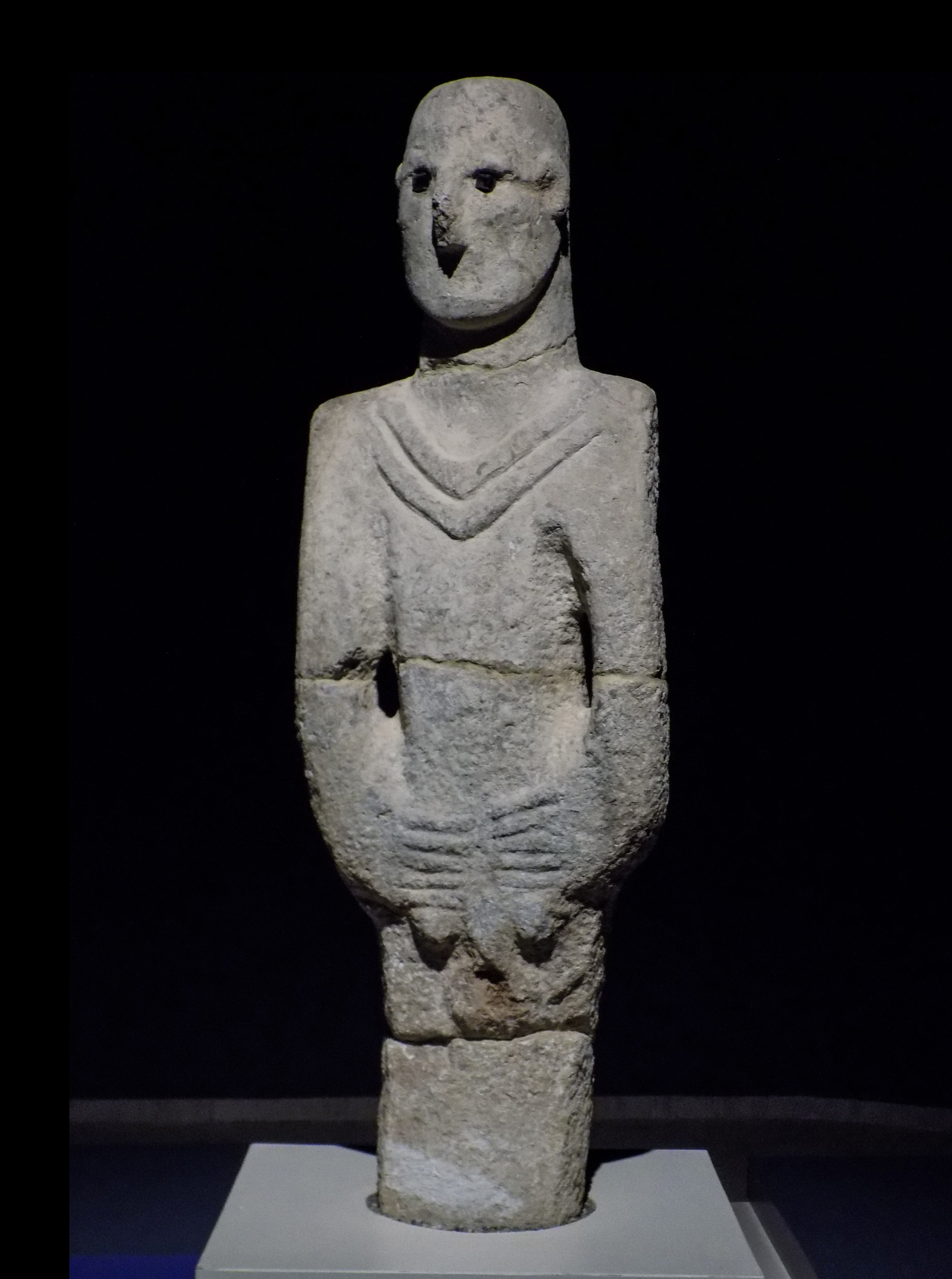
Outra vista da estátua
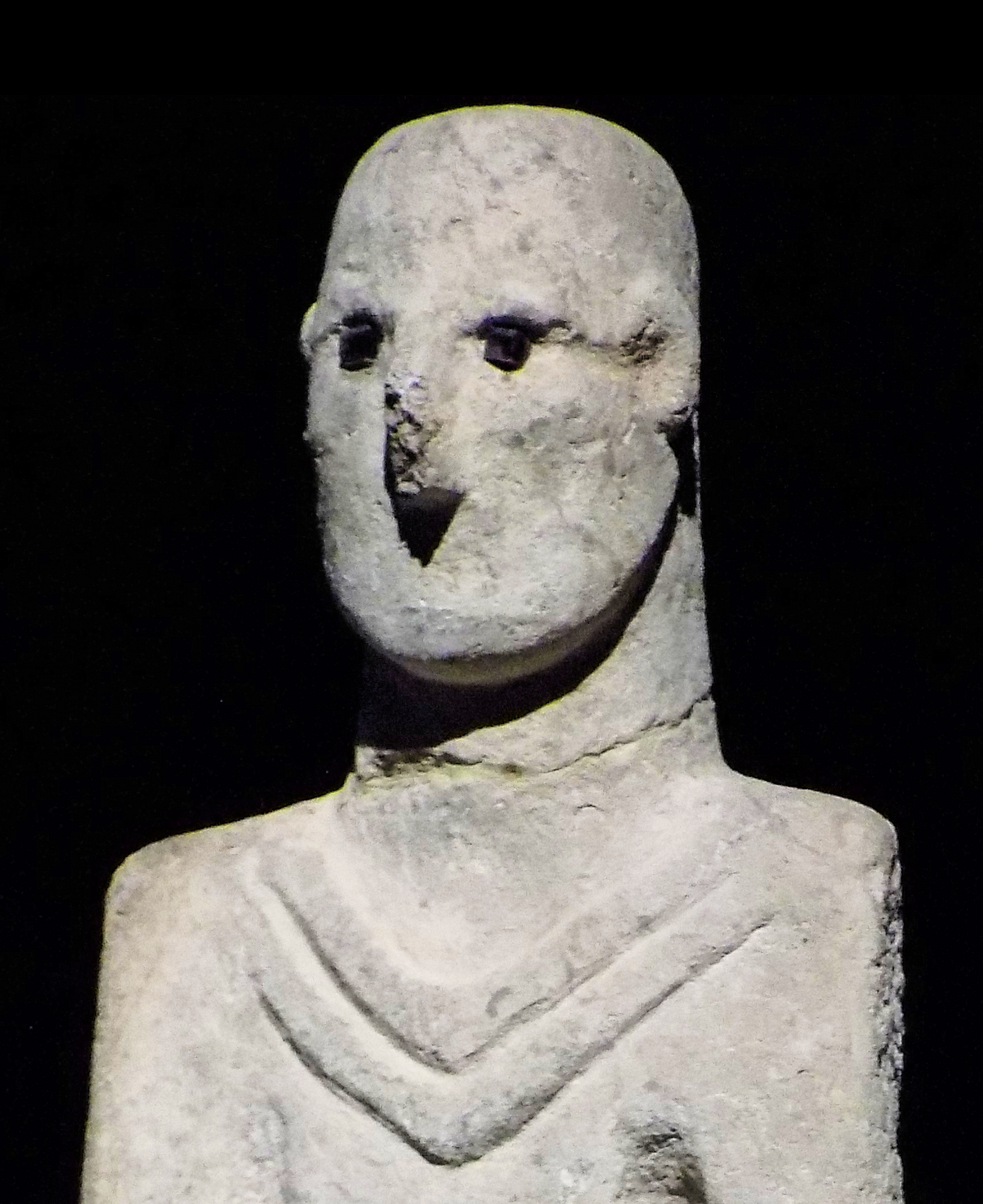
Retrato do homem de Urfa, com pedras de obsidiana nas órbitas.